# Saison 2 de Riverdale
Chronologie
Saison 1 Saison 3
Cet article présente le guide des épisodes de la deuxième saison de la série télévisée américaine Riverdale.

## Généralités

### Diffusion
- Aux États-Unis, la saison a été diffusée entre le 11 octobre 2017 et le 16 mai 2018 sur le réseau The CW.
- Au Canada et dans tous les pays francophones, excepté au Québec, elle a été diffusée entre le 12 octobre 2017 et le 17 mai 2018 sur Netflix.
- Au Québec, elle a été diffusée entre le 11 janvier 2018 et le 7 juin 2018 sur VRAK[2].

### Audiences
- La saison a réuni une moyenne de 1,37 million de téléspectateurs[3].
- La meilleure audience de la saison a été réalisée par le premier épisode, Chapitre quatorze : Un baiser avant de mourir, avec 2,34 million de téléspectateurs. C'est également la meilleure audience réalisée par la série[3].
- La pire audience de la saison a été réalisée par le dix-septième épisode, Chapitre trente : L'étau se resserre, avec 962 000 téléspectateurs[3].

## Synopsis
Fred Andrews, le père d'Archie se retrouve entre la vie et la mort après avoir été victime de la Cagoule Noire, un tueur en série qui souhaite tuer plusieurs personnes. Archie décide de se battre face à la Cagoule Noire en demandant l'aide d'Hiram Lodge, le père de Veronica tout juste sorti de prison. Mais ce dernier a d'autres projets pour la ville, il souhaite raser tout le Southside.
Jughead de son côté a rejoint le groupe des Serpents et doit désormais aller étudier dans le lycée du Southside. Il va tout faire pour essayer de faire sortir son père de prison quitte à dépasser les limites.

## Distribution

### Acteurs principaux
- K.J. Apa (VF : Gauthier Battoue) : Archibald « Archie » Andrews
- Lili Reinhart (VF : Ludivine Maffren) : Elizabeth « Betty » Cooper
- Camila Mendes (VF : Youna Noiret) : Veronica Lodge
- Cole Sprouse (VF : Clément Moreau) : Forsythe P. « Jughead » Jones
- Marisol Nichols (VF : Nathalie Karsenti) : Hermione Lodge
- Madelaine Petsch (VF : Diane Dassigny) : Cheryl Blossom
- Ashleigh Murray (VF : Audrey Sablé) : Joséphine « Josie » McCoy
- Mark Consuelos (VF : Laurent Maurel) : Hiram Lodge[4]
- Casey Cott (VF : Julien Bouanich) : Kevin Keller
- Skeet Ulrich (VF : Damien Boisseau) : Forsythe Pendleton « FP » Jones II[5]
- Mädchen Amick (VF : Anne Rondeleux) : Alice Cooper
- Luke Perry (VF : Lionel Tua) : Fred Andrews

### Acteurs récurrents
- Charles Melton (VF : François Santucci) : Reginald « Reggie » Mantle[6]
- Asha Bromfield (VF : Laure Berend-Sagols) : Melody Valentine
- Hayley Law (VF : Fouzia Youssef) : Valerie Brown
- Nathalie Boltt (VF : Danièle Douet) : Penelope Blossom
- Barclay Hope (VF : Serge Biavan) : Cliff / Claudius Blossom
- Lochlyn Munro (VF : François Delaive) : Hal Cooper
- Tiera Skovbye (VF : Marie Diot) : Polly Cooper
- Martin Cummins (VF : David Krüger) : Shérif Tom Keller
- Cody Kearsley (VF : Nicolas Hardy) : Marmaduke « Moose » Mason
- Robin Givens (VF : Armelle Gallaud) : Sierra McCoy
- Shannon Purser (VF : Flora Kaprielian) : Ethel Muggs
- Peter James Bryant (en) (VF : Frantz Confiac) : Waldo Weatherbee
- Jordan Calloway (VF : Eilias Changuel) : Chuck Clayton
- Colin Lawrence (en) (VF : Mohad Sanou) : coach Floyd Clayton
- Alvin Sanders (VF : Jean-Luc Atlan) : Pop Tate
- Major Curda (VF : Gabriel Bismuth-Bienaimé) : Dilton Doiley
- Molly Ringwald (VF : Juliette Degenne) : Mary Andrews
- Barbara Wallace (VF : Cathy Cerdà) : Roseanne « Rose » Blossom
- Scott McNeil (VF : Michel Vigné) : Gerard « Tall Boy » Petit
- Moses Thiessen (VF : Tom Boutry) : Ben Button
- Vanessa Morgan (VF : Alexia Papineschi) : Antoinette « Toni » Topaz
- Brit Morgan (VF : Marie Bouvier) : Penny Peabody[7]
- Jordan Connor (VF : Alexis Gilot) : « Sweet Pea »
- Drew Ray Tanner (VF : Tommy Lefort) : Fangs Fogarty
- Tommy Martinez (VF : Jérémie Bédrune) : Malachai
- Emilija Baranac (VF : Laetitia Coryn) : Midge Klump
- Cameron McDonald (VF : Patrick Borg) : Joseph Svenson
- Beverley Breuer (en) (VF : Marie-Laure Beneston) : sœur Woodhouse
- Graham Phillips (VF : Martin Faliu) : Nick St. Clair[8]
- Hart Denton (VF : Donald Reignoux) : Charles « Chic » Smith-Cooper[9]
- Stephan Miers (VF : David Mandineau) : Andre
- John Behlmann (en) (VF : Sébastien Desjours) : agent Arthur Adams
- Henderson Wade (VF : Mike Fédée) : Shérif Michael Minetta

### Invités
- Trevor Stines : Jason Blossom (épisode 1)
- Sarah Habel (VF : Barbara Beretta) : Geraldine Grundy (épisodes 1 et 2)
- Tom McBeath (VF : Serge Blumenthal) : Smithers (épisodes 2, 3 et 15)
- Andy Cohen : lui-même[10] (épisode 16)
- Rob Raco (VF : Juan Llorca) : Joaquin DeSantos (épisode 20)

## Épisodes

### Épisode 1:Chapitre quatorze: Un baiser avant de mourir
- États-Unis : 11 octobre 2017 sur The CW[11]
- reste du  : 12 octobre 2017 sur Netflix
- Québec : 11 janvier 2018 sur VRAK

- États-Unis : 2,34 millions de téléspectateurs (première diffusion)[3]

### Épisode 2:Chapitre quinze: Noctambules
- États-Unis : 18 octobre 2017 sur The CW
- reste du  : 19 octobre 2017 sur Netflix
- Québec : 18 janvier 2018 sur VRAK

- États-Unis : 1,76 million de téléspectateurs (première diffusion)[3]

### Épisode 3:Chapitre seize: Le Veilleur de la forêt
- États-Unis : 25 octobre 2017 sur The CW
- reste du  : 26 octobre 2017 sur Netflix
- Québec : 25 janvier 2018 sur VRAK

- États-Unis : 1,61 million de téléspectateurs (première diffusion)[3]

### Épisode 4:Chapitre dix-sept: La ville qui redoutait le crépuscule
- États-Unis : 1er novembre 2017 sur The CW
- reste du  : 2 novembre 2017 sur Netflix
- Québec : 1er février 2018 sur VRAK

- États-Unis : 1,50 million de téléspectateurs (première diffusion)[3]

### Épisode 5:Chapitre dix-huit: Terreur sur la ligne
- États-Unis : 8 novembre 2017 sur The CW
- reste du  : 9 novembre 2017 sur Netflix
- Québec : 8 février 2018 sur VRAK

- États-Unis : 1,46 million de téléspectateurs (première diffusion)[3]

### Épisode 6:Chapitre dix-neuf: Rendez-vous avec la mort
- États-Unis : 15 novembre 2017 sur The CW
- reste du  : 16 novembre 2017 sur Netflix
- Québec : 15 février 2018 sur VRAK

- États-Unis : 1,43 million de téléspectateurs (première diffusion)[3]

### Épisode 7:Chapitre vingt: Contes macabres
- États-Unis : 29 novembre 2017 sur The CW
- reste du  : 30 novembre 2017 sur Netflix
- Québec : 22 février 2018 sur VRAK

- États-Unis : 1,44 million de téléspectateurs (première diffusion)[3]

### Épisode 8:Chapitre vingt-et-un: La Maison du diable
- États-Unis : 6 décembre 2017 sur The CW
- reste du  : 7 décembre 2017 sur Netflix
- Québec : 1er mars 2018 sur VRAK

- États-Unis : 1,47 million de téléspectateurs (première diffusion)[3]

### Épisode 9:Chapitre vingt-deux: Nuit de Noël, nuit mortelle
- États-Unis : 13 décembre 2017 sur The CW
- reste du  : 14 décembre 2017 sur Netflix
- Québec : 8 mars 2018 sur VRAK

- États-Unis : 1,43 million de téléspectateurs (première diffusion)[3]

### Épisode 10:Chapitre vingt-trois: La Jungle de Riverdale High
- États-Unis : 17 janvier 2018 sur The CW[12]
- reste du  : 18 janvier 2018 sur Netflix
- Québec : 15 mars 2018 sur VRAK

- États-Unis : 1,44 million de téléspectateurs (première diffusion)[3]

### Épisode 11:Chapitre vingt-quatre: Le Champion de lutte
- États-Unis : 24 janvier 2018 sur The CW
- reste du  : 25 janvier 2018 sur Netflix
- Québec : 22 mars 2018 sur VRAK

- États-Unis : 1,38 million de téléspectateurs (première diffusion)[3]

### Épisode 12:Chapitre vingt-cinq: Œil pour œil et dent pour dent
- États-Unis : 31 janvier 2018 sur The CW
- reste du  : 1er février 2018 sur Netflix
- Québec : 29 mars 2018 sur VRAK

- États-Unis : 1,33 million de téléspectateurs (première diffusion)[3]

### Épisode 13:Chapitre vingt-six: Cœur loquace
- États-Unis : 7 février 2018 sur The CW
- reste du  : 8 février 2018 sur Netflix
- Québec : 5 avril 2018 sur VRAK

- États-Unis : 1,28 million de téléspectateurs[13] (première diffusion)

### Épisode 14:Chapitre vingt-sept: La colline a des yeux
- États-Unis : 7 mars 2018 sur The CW
- reste du  : 8 mars 2018 sur Netflix
- Québec : 12 avril 2018 sur VRAK

- États-Unis : 1,25 million de téléspectateurs (première diffusion)[3]

### Épisode 15:Chapitre vingt-huit: Bain de sang
- États-Unis : 14 mars 2018 sur The CW
- reste du  : 15 mars 2018 sur Netflix
- Québec : 19 avril 2018 sur VRAK

- États-Unis : 1,19 million de téléspectateurs (première diffusion)[3]

### Épisode 16:Chapitre vingt-neuf: Couleurs primaires
- États-Unis : 21 mars 2018 sur The CW
- reste du  : 22 mars 2018 sur Netflix
- Québec : 26 avril 2018 sur VRAK

- États-Unis : 1,15 million de téléspectateurs (première diffusion)[3]

### Épisode 17:Chapitre trente: L'étau se resserre
- États-Unis : 28 mars 2018 sur The CW
- reste du  : 29 mars 2018 sur Netflix
- Québec : 3 mai 2018 sur VRAK

- États-Unis : 962 000 téléspectateurs (première diffusion)[3]

### Épisode 18:Chapitre trente-et-un: La Nuit de tous les dangers
- États-Unis : 18 avril 2018 sur The CW
- reste du  : 19 avril 2018 sur Netflix
- Québec : 10 mai 2018 sur VRAK

- États-Unis : 1,04 million de téléspectateurs (première diffusion)[3]

### Épisode 19:Chapitre trente-deux: Prisonniers
- États-Unis : 25 avril 2018 sur The CW
- reste du  : 26 avril 2018 sur Netflix
- Québec : 17 mai 2018 sur VRAK

- États-Unis : 1,16 million de téléspectateurs (première diffusion)[3]

### Épisode 20:Chapitre trente-trois: Sans l'ombre d'un doute
- États-Unis : 2 mai 2018 sur The CW
- reste du  : 3 mai 2018 sur Netflix
- Québec : 24 mai 2018 sur VRAK

- États-Unis : 1,11 million de téléspectateurs[14] (première diffusion)

### Épisode 21:Chapitre trente-quatre: La Nuit du jugement
- États-Unis : 9 mai 2018 sur The CW
- reste du  : 10 mai 2018 sur Netflix
- Québec : 31 mai 2018 sur VRAK

- États-Unis : 1,00 million de téléspectateurs (première diffusion)[3]

### Épisode 22:Chapitre trente-cinq: Le Meilleur des mondes
- États-Unis : 16 mai 2018 sur The CW
- reste du  : 17 mai 2018 sur Netflix
- Québec : 7 juin 2018 sur VRAK

- États-Unis : 1,27 million de téléspectateurs (première diffusion)[3]